# Нунис, Диегу (автогонщик)
Диегу Нунис (порт. Diego Nunes, родился 12 июля 1986 года) — бразильский автогонщик.

## Карьера

### Формула-Рено
Нунис начал свою карьеру в автоспорте с двух полных сезонов в Бразильской Формуле-Рено 2.0 в 2003 и 2004, участвовал в некоторых отдельных соревнованиях ещё с 2002. Его лучшим результатом стало девятое место в чемпионате в 2004, Диегу хотел отправиться в другую серию, но он принял участие в первой гонке сезона 2005 года.

### Формула-3
Нунис перешёл в Южноамериканскую Формулу-3 на сезон 2005, завершил чемпионат четвёртым. В 2006 в половине гонок он был обладателем поул-позиции, но он одержал всего лишь одну победу, которая обеспечила ему третье место.

### Формула-3000
В 2006, принял участие в двух гонках Евросерии 3000. В 2007 он на совсем переехал в Европу. Был нанят бывшей командой Формулы-1 Minardi, и закончил сезон на втором месте.

### GP2
Нуниса нанял Адриан Кампос, чтобы он принял участие в первом сезоне GP2 Asiaв 2008, но он перешёл в David Price Racing после первого этапа чемпионата. Это произошло после того как Прайс уволил Энди Соучека, после того как он подписал контракт с командой соперником FMS International на следующий год основной серии GP2. Нунис заработал два очка и завершил сезон девятнадцатым.
Нунис продолжил выступать за DPR в основной серии, где его напарниками были Михаэль Херк и Джакомо Риччи, закончив сезон 22 м. В 2009 он будет выступать за iSport вместе с другим новичком Гидо ван дер Гарде.
Нунис принял участие в первом этапе сезона 2009 Евросерии 3000 на автодроме Алгарве для того чтобы получить опыт перед финалом GP2.

### Stock Car Brasil
В 2010 году Нунис вернулся в Бразилию для участия в кузовном чемпионате Stock Car Brasil за команду Bassani. В свой первый сезон после возвращения за рулем Peugeot 307 он набрал 43 очка и занял 15-е место в чемпионате, завершив сезон победой в финальной гонке в Куритибе. О
Диегу Нунис остался в команде на сезон 2011 года, уже за рулем Peugeot 408, и его напарником стал Денис Наварро. После того, как Диегу Нунис набрал всего 13 очков в девяти гонках, его заменили на Бруно Жункейру.

## Результаты выступлений

### Гоночная карьера
| Сезон   | Серия                        | Команда                   | Гонки | Поулы | Победы | Очки | Место |
| ------- | ---------------------------- | ------------------------- | ----- | ----- | ------ | ---- | ----- |
| 2002    | Бразильская Формула-Рено 2.0 | ?                         | 3     | 0     | 0      | 0    | НКЛ   |
| 2003    | Бразильская Формула-Рено 2.0 | ?                         | 12    | 0     | 0      | 26   | 18    |
| 2004    | Бразильская Формула-Рено 2.0 | Full Time Sports          | 10    | 1     | 0      | 76   | 9     |
| 2005    | Южноамериканская Формула-3   | Bassani Racing            | 18    | 1     | 3      | 72   | 4     |
| 2005    | Бразильская Формула-Рено 2.0 | Gramacho Racing           | 3     | 0     | 0      | 44   | 12    |
| 2006    | Южноамериканская Формула-3   | Bassani Racing            | 16    | 8     | 1      | 78   | 3     |
| 2006    | Бразильская Формула-Рено 2.0 | Bassani Racing            | 1     | 1     | 1      | 32   | 16    |
| 2006    | Евросерия 3000               | Minardi Team              | 2     | 0     | 0      | 6    | 15    |
| 2007    | Евросерия 3000               | Team Minardi by GP Racing | 16    | 1     | 4      | 77   | 2     |
| 2008    | GP2                          | David Price Racing        | 20    | 0     | 0      | 3    | 22    |
| 2008    | GP2 Asia                     | Campos Racing             | 2     | 0     | 0      | 0    | 19    |
| 2008    | GP2 Asia                     | David Price Racing        | 8     | 0     | 0      | 2    | 19    |
| 2008-09 | GP2 Asia                     | Piquet GP                 | 11    | 0     | 2      | 24   | 8     |
| 2009    | GP2                          | iSport International      | 20    | 0     | 0      | 8    | 20    |
| 2009-10 | GP2 Asia                     | Team Meritus              | 2     | 0     | 0      | 0    | 28    |
| 2010    | Stock Car Brasil             | RC3 Bassani Racing        | 12    | 0     | 1      | 43   | 15    |
| 2011    | Stock Car Brasil             | Bassani Racing            | 9     | 0     | 0      | 13   | 23    |
| 2012    | Stock Car Brasil             | Hot Car Competições       | 12    | 0     | 0      | 61   | 20    |
| 2013    | Stock Car Brasil             | RC3 Bassani               | 12    | 0     | 0      | 71   | 17    |
| 2014    | Stock Car Brasil             | Axalta C2 Team            | 20    | 0     | 0      | 81   | 20    |
| 2015    | Stock Car Brasil             | Vogel Motorsport          | 17    | 1     | 0      | 99*  | 15*   |

* — сезон продолжается.

### Результаты выступлений в серии GP2
| Легенда к таблице |                                                                    |
| --- | ------------------------------------------------------------------ |
| В таблице перечислены результаты всех гонок, в которых принимал участие гонщик. Строками таблицы являются сезоны, столбцами — этапы соревнований. В каждой клетке указаны сокращённое название этапа и результат, дополнительно обозначенный цветом. Расшифровка обозначений и цветов представлена в нижеследующей таблице. |                                                                    |
| \| Пример \| Описание \| \| ------------ \| ------------------------------------------------------------------ \| \| 1 \| Победитель \| \| 2 \| Второе место \| \| 3 \| Третье место \| \| 5 \| Финишировал, заработав очки \| \| Сход \| Не финишировал, но при этом заработал очки \| \| 12 \| Финишировал, не получив очков \| \| НКЛ \| Финишировал, но не попал в финальную классификацию \| \| 15 \| Участвовал вне зачёта, либо по отдельной классификации \| \| 18 \| Не финишировал, но попал в финальную классификацию \| \| Сход \| Не финишировал \| \| НКВ \| Не прошёл квалификацию \| \| НПКВ \| Не прошёл предквалификацию \| \| ДСК \| Дисквалифицирован \| \| ИСК \| Исключён из протокола соревнований \| \| ТТ \| Заявлен для участия только в тренировках \| \| НС \| Участвовал в квалификации, но не стартовал в гонке \| \| Т \| Травмирован или болен \| \| ОТК \| Отказ от участия \| \| НТР \| Прибыл на соревнования, но на трассу не выезжал \| \| НПР \| Был заявлен в числе участников, но не прибыл к началу соревнований \| \| О \| Соревнования отменены \| \| \| Не участвовал \| \| Поул-позиция \| \| \| Быстрый круг \| \| |                                                                    |
| Пример | Описание                                                           |
| 1 | Победитель                                                         |
| 2 | Второе место                                                       |
| 3 | Третье место                                                       |
| 5 | Финишировал, заработав очки                                        |
| Сход | Не финишировал, но при этом заработал очки                         |
| 12 | Финишировал, не получив очков                                      |
| НКЛ | Финишировал, но не попал в финальную классификацию                 |
| 15 | Участвовал вне зачёта, либо по отдельной классификации             |
| 18 | Не финишировал, но попал в финальную классификацию                 |
| Сход | Не финишировал                                                     |
| НКВ | Не прошёл квалификацию                                             |
| НПКВ | Не прошёл предквалификацию                                         |
| ДСК | Дисквалифицирован                                                  |
| ИСК | Исключён из протокола соревнований                                 |
| ТТ | Заявлен для участия только в тренировках                           |
| НС | Участвовал в квалификации, но не стартовал в гонке                 |
| Т | Травмирован или болен                                              |
| ОТК | Отказ от участия                                                   |
| НТР | Прибыл на соревнования, но на трассу не выезжал                    |
| НПР | Был заявлен в числе участников, но не прибыл к началу соревнований |
| О | Соревнования отменены                                              |
| | Не участвовал                                                      |
| Поул-позиция |                                                                    |
| Быстрый круг |                                                                    |

| Год  | Команда              | 1        | 2        | 3          | 4        | 5        | 6        | 7        | 8          | 9          | 10         | 11         | 12         | 13       | 14       | 15       | 16      | 17       | 18         | 19        | 20       | ЛЗ | Очки |
| ---- | -------------------- | -------- | -------- | ---------- | -------- | -------- | -------- | -------- | ---------- | ---------- | ---------- | ---------- | ---------- | -------- | -------- | -------- | ------- | -------- | ---------- | --------- | -------- | -- | ---- |
| 2008 | David Price Racing   | ИСП 1 15 | ИСП 2 16 | ТУЦ 1 13   | ТУЦ 2 10 | МОН 1 15 | МОН 2 9  | ФРА 1 11 | ФРА 2 Сход | ВЕЛ 1 17   | ВЕЛ 2 Сход | ГЕР 1 Сход | ГЕР 2 Сход | ВЕН 1 12 | ВЕН 2 15 | ЕВР 1 10 | ЕВР 2 4 | БЕЛ 1 12 | БЕЛ 2 Ret  | ИТА 1 Ret | ИТА 2 16 | 22 | 3    |
| 2009 | iSport International | ИСП 1 11 | ИСП 2 8  | МОН 1 Сход | МОН 2 14 | ТУЦ 1 11 | ТУЦ 2 11 | ВЕЛ 1 11 | ВЕЛ 2 Сход | ГЕР 1 Сход | ГЕР 2 11   | ВЕН 1 Сход | ВЕН 2 15   | ЕВР 1 11 | ЕВР 2 5  | БЕЛ 1 9  | БЕЛ 2 3 | ИТА 1 10 | ИТА 2 Сход | АЛГ 1 12  | АЛГ 2 5  | 20 | 8    |

#### Результаты выступлений в GP2 Asia
| Легенда к таблице |                                                                    |
| --- | ------------------------------------------------------------------ |
| В таблице перечислены результаты всех гонок, в которых принимал участие гонщик. Строками таблицы являются сезоны, столбцами — этапы соревнований. В каждой клетке указаны сокращённое название этапа и результат, дополнительно обозначенный цветом. Расшифровка обозначений и цветов представлена в нижеследующей таблице. |                                                                    |
| \| Пример \| Описание \| \| ------------ \| ------------------------------------------------------------------ \| \| 1 \| Победитель \| \| 2 \| Второе место \| \| 3 \| Третье место \| \| 5 \| Финишировал, заработав очки \| \| Сход \| Не финишировал, но при этом заработал очки \| \| 12 \| Финишировал, не получив очков \| \| НКЛ \| Финишировал, но не попал в финальную классификацию \| \| 15 \| Участвовал вне зачёта, либо по отдельной классификации \| \| 18 \| Не финишировал, но попал в финальную классификацию \| \| Сход \| Не финишировал \| \| НКВ \| Не прошёл квалификацию \| \| НПКВ \| Не прошёл предквалификацию \| \| ДСК \| Дисквалифицирован \| \| ИСК \| Исключён из протокола соревнований \| \| ТТ \| Заявлен для участия только в тренировках \| \| НС \| Участвовал в квалификации, но не стартовал в гонке \| \| Т \| Травмирован или болен \| \| ОТК \| Отказ от участия \| \| НТР \| Прибыл на соревнования, но на трассу не выезжал \| \| НПР \| Был заявлен в числе участников, но не прибыл к началу соревнований \| \| О \| Соревнования отменены \| \| \| Не участвовал \| \| Поул-позиция \| \| \| Быстрый круг \| \| |                                                                    |
| Пример | Описание                                                           |
| 1 | Победитель                                                         |
| 2 | Второе место                                                       |
| 3 | Третье место                                                       |
| 5 | Финишировал, заработав очки                                        |
| Сход | Не финишировал, но при этом заработал очки                         |
| 12 | Финишировал, не получив очков                                      |
| НКЛ | Финишировал, но не попал в финальную классификацию                 |
| 15 | Участвовал вне зачёта, либо по отдельной классификации             |
| 18 | Не финишировал, но попал в финальную классификацию                 |
| Сход | Не финишировал                                                     |
| НКВ | Не прошёл квалификацию                                             |
| НПКВ | Не прошёл предквалификацию                                         |
| ДСК | Дисквалифицирован                                                  |
| ИСК | Исключён из протокола соревнований                                 |
| ТТ | Заявлен для участия только в тренировках                           |
| НС | Участвовал в квалификации, но не стартовал в гонке                 |
| Т | Травмирован или болен                                              |
| ОТК | Отказ от участия                                                   |
| НТР | Прибыл на соревнования, но на трассу не выезжал                    |
| НПР | Был заявлен в числе участников, но не прибыл к началу соревнований |
| О | Соревнования отменены                                              |
| | Не участвовал                                                      |
| Поул-позиция |                                                                    |
| Быстрый круг |                                                                    |

| Год     | Команда            | 1        | 2          | 3          | 4         | 5        | 6        | 7        | 8          | 9        | 10       | 11    | 12      | Место | Очки |
| ------- | ------------------ | -------- | ---------- | ---------- | --------- | -------- | -------- | -------- | ---------- | -------- | -------- | ----- | ------- | ----- | ---- |
| 2008    | Campos Grand Prix  | ОАЭ 1 12 | ОАЭ 2 НС   |            |           |          |          |          |            |          |          |       |         | 20    | 2    |
| 2008    | David Price Racing |          |            | ИНЗ 1 Сход | ИНЗ 2 10  | МАЗ 1 10 | МАЗ 2 13 | БАХ 1 7  | БАХ 2 Сход | ОАЭ 1 17 | ОАЭ 2 12 |       |         | 20    | 2    |
| 2008-09 | Piquet GP          | КИТ 1 12 | КИТ 2 Сход | ОАЭ 1 Сход | ОАЭ 2 Отм | БАХ 1 13 | БАХ 2 22 | КАТ 1 11 | КАТ 2 12   | МАЗ 1    | МАЗ 2 4  | БАХ 1 | БАХ 2 6 | 8     | 24   |